# Китаянка (фильм, 1987)
«Китаянка» (англ. China Girl) ― независимый фильм 1987 года, снятый режиссером Абелем Феррарой.

## Сюжет
«Китаянка» ― современный взгляд на классическую историю о Ромео и Джульетте. Действие фильма разворачивается в Манхэттене 1980-х годов. Тони и Тай влюбляются друг в друга, в то время как их старшие братья оказываются втянутыми в бандитскую войну друг против друга. Фильм имеет некоторое сходство с мюзиклом «Вестсайдская история».

## Выход
Фильм был выпущен 25 сентября 1987 года в 193 кинотеатрах и собрал в прокате 531 362 доллара в первый уик-энд. Он собрал в общей сложности 1 262 091 доллар. После показа в кинотеатрах фильм был выпущен на видеокассетах компанией Vestron Video. 

## В главных ролях
- Ричард Пейнбьянко ― Тони
- Сари Чанг ― Тай
- Джеймс Руссо ― Алби
- Рассел Вонг ― Янг
- Дэвид Карузо ― Меркури
- Джо Чин ― Тсу Шин
- Джудит Малина ― миссис Монте
- Джеймс Хонг ― Ганг Ту

## Критика
Редакторы журнала Variety написали о фильме: «Китаянка» ― это мастерски поставленная драма, сосредоточенная на бандитских разборках между соседними общинами Чайнатауна и Маленькой Италии в Нью-Йорке. Они особенно высоко оценили выступления Рассела Вонга и Джоуи Чина.
Журнал Time Out писал, что фильм представляет собой превосходную картину ― жесткую, стильную и недооцененную версию Ромео и Джульетты, с соперничающими бандами подростков. 